# پیتزو بمبون
پیتزو بمبون (به لاتین: Pizzo Bombögn) یک کوه در سوئیس است که در کانتون تیچینو واقع شده است. پیتزو بمبون ۲٬۳۳۱ متر بالاتر از سطح دریا واقع شده است.